# Брискус
Бриску́с (фр. Briscous, баск. Beskoitze) — коммуна во Франции, находится в регионе Новая Аквитания. Департамент — Атлантические Пиренеи. Входит в состав кантона Нив-Адур. Округ коммуны — Байонна.
Код INSEE коммуны — 64147.

## География

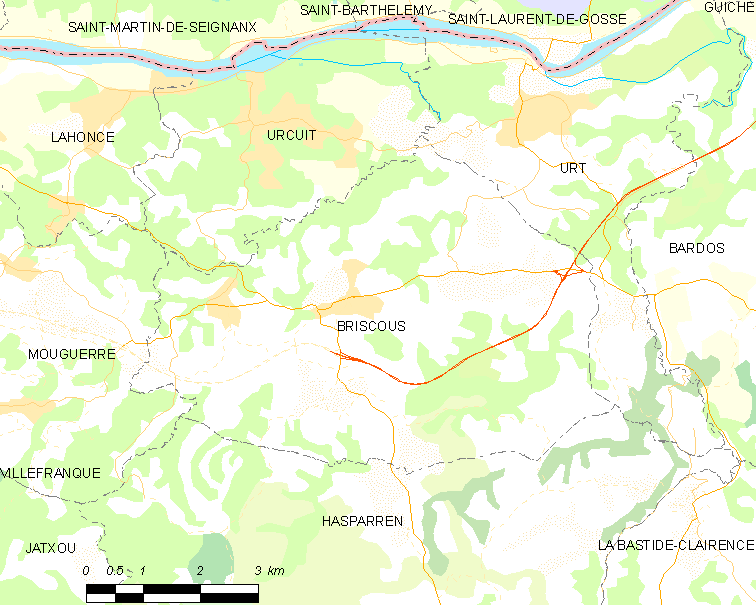
Карта коммуны

Коммуна расположена приблизительно в 670 км к юго-западу от Парижа, в 165 км южнее Бордо, в 80 км к западу от По.

## Климат
Климат тёплый океанический. Зима мягкая, средняя температура января — от +5°С до +13°С, температуры ниже −10 °C бывают редко. Снег выпадает около 15 дней в году с ноября по апрель. Максимальная температура летом порядка 20-30 °C, выше 35 °C бывает очень редко. Количество осадков высокое, порядка 1100 мм в год. Характерна безветренная погода, сильные ветры очень редки.

## Население
Население коммуны на 2010 год составляло 2633 человека.
| 1962 | 1968 | 1975 | 1982 | 1990 | 1999 | 2010 |
| ---- | ---- | ---- | ---- | ---- | ---- | ---- |
| 972  | 938  | 1085 | 1413 | 1745 | 1984 | 2633 |

## Администрация
| Период | Период | Фамилия       | Партия       | Примечания |
| ------ | ------ | ------------- | ------------ | ---------- |
| 1995   | 2008   | Жан Фалаган   | Разные левые |            |
| 2008   | 2014   | Пьер Диратшет |              |            |
| 2014   | 2020   | Фабьен Айенса |              |            |

## Экономика
В 2010 году среди 1809 человек трудоспособного возраста (15-64 лет) 1345 были экономически активными, 464 — неактивными (показатель активности — 74,4 %, в 1999 году было 71,6 %). Из 1345 активных жителей работали 1279 человек (669 мужчин и 610 женщин), безработных было 66 (26 мужчин и 40 женщин). Среди 464 неактивных 127 человек были учениками или студентами, 160 — пенсионерами, 177 были неактивными по другим причинам.

## Фотогалерея

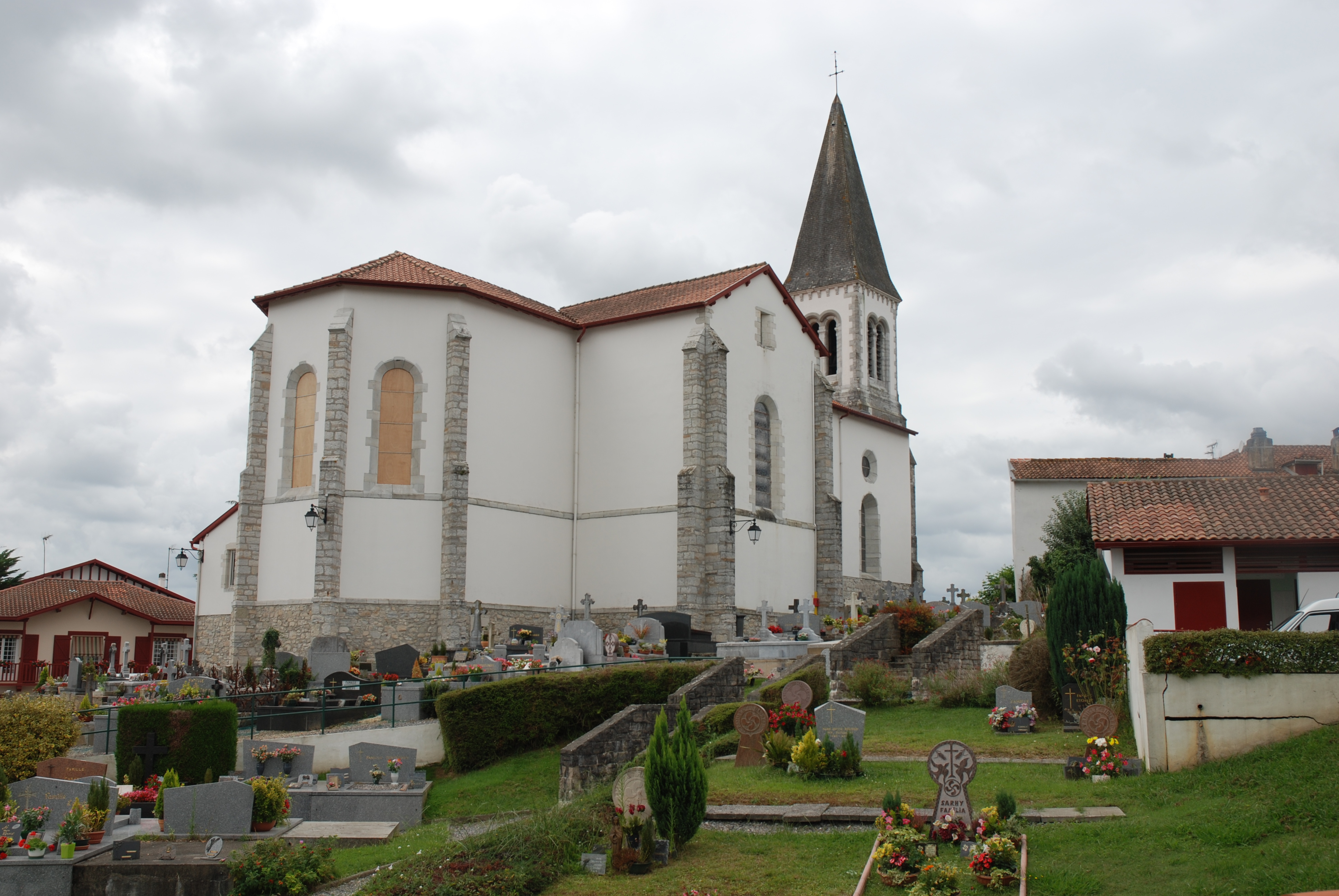
Церковь Св. Винсента
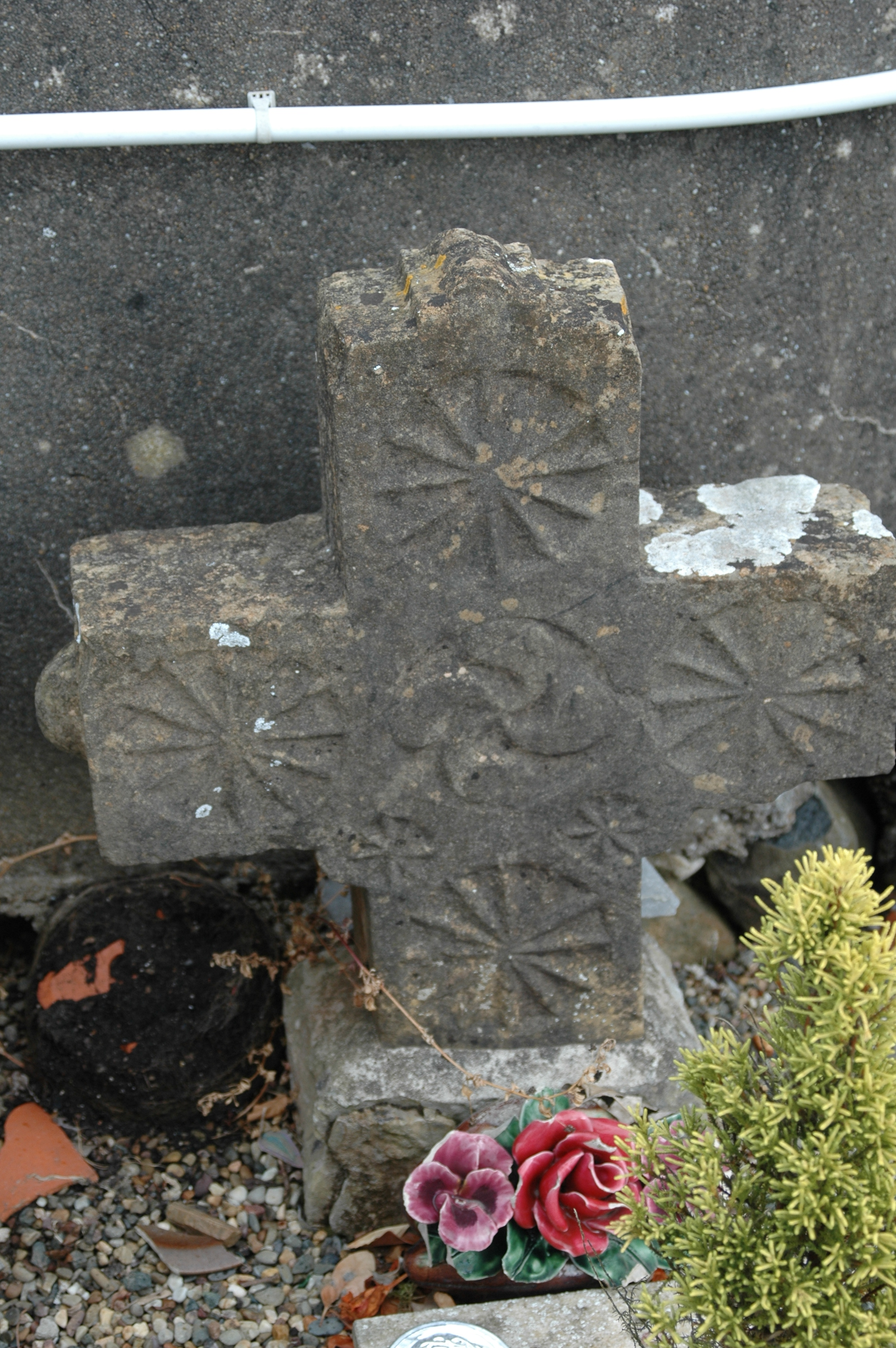
Крест
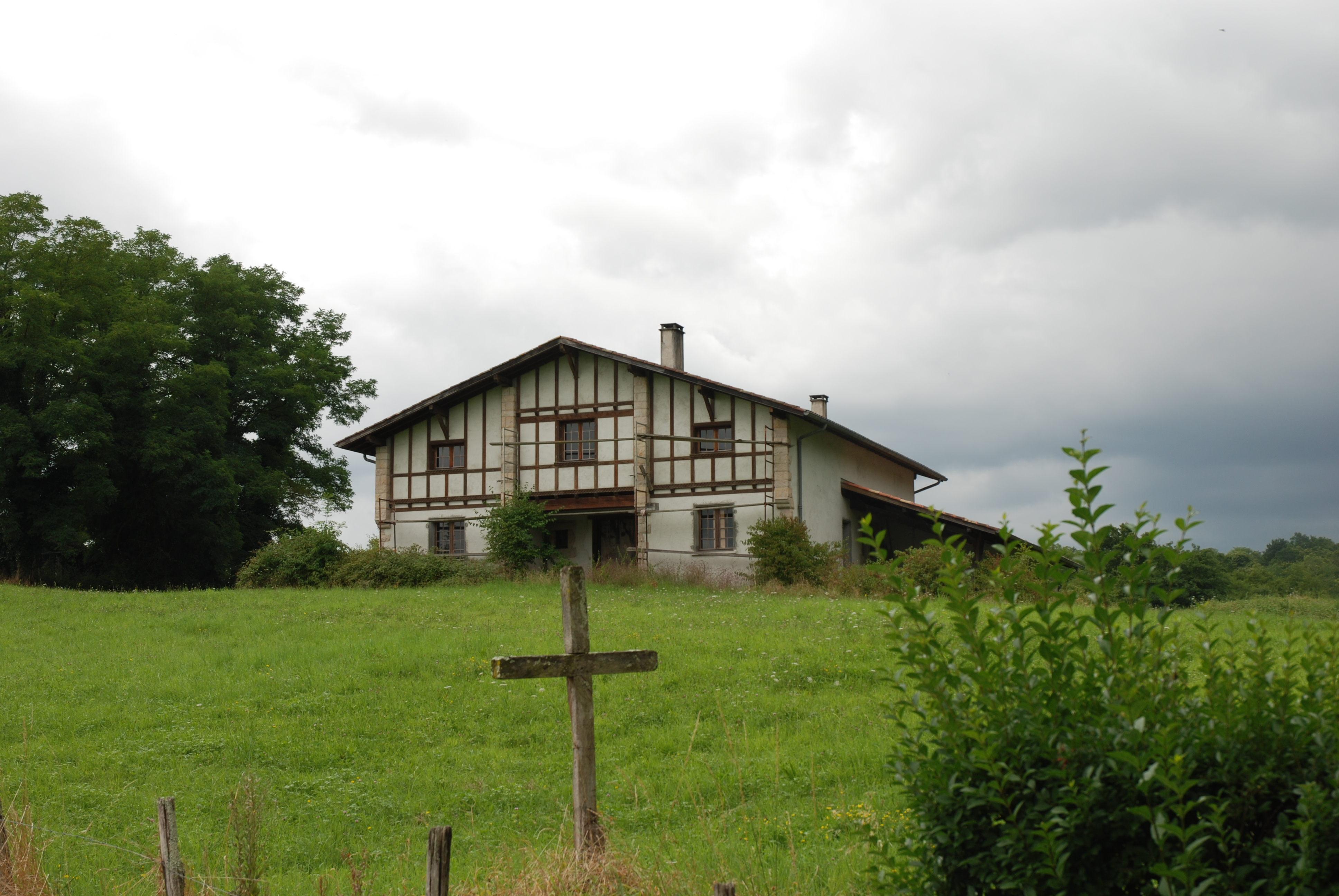
Дом
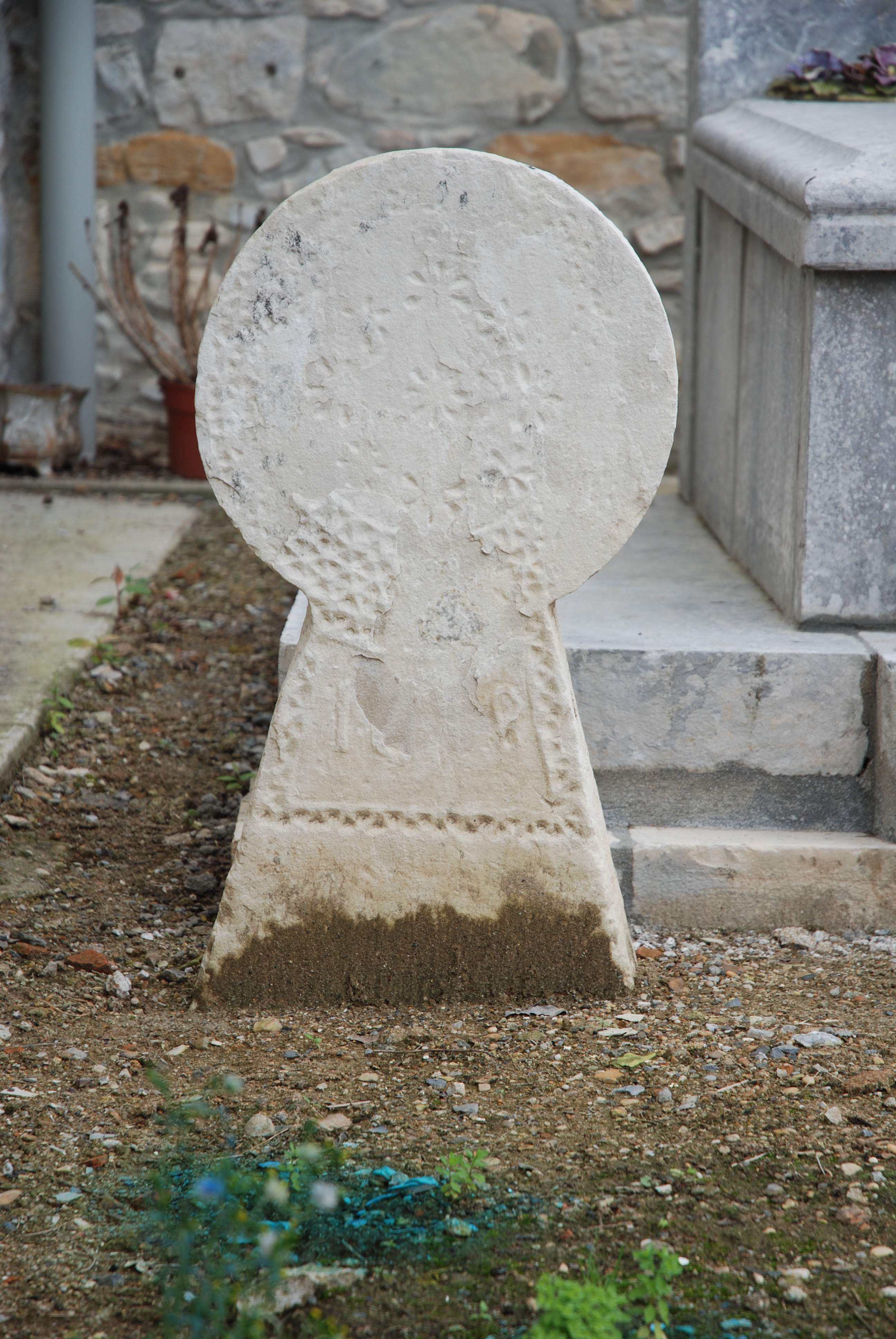
Стела
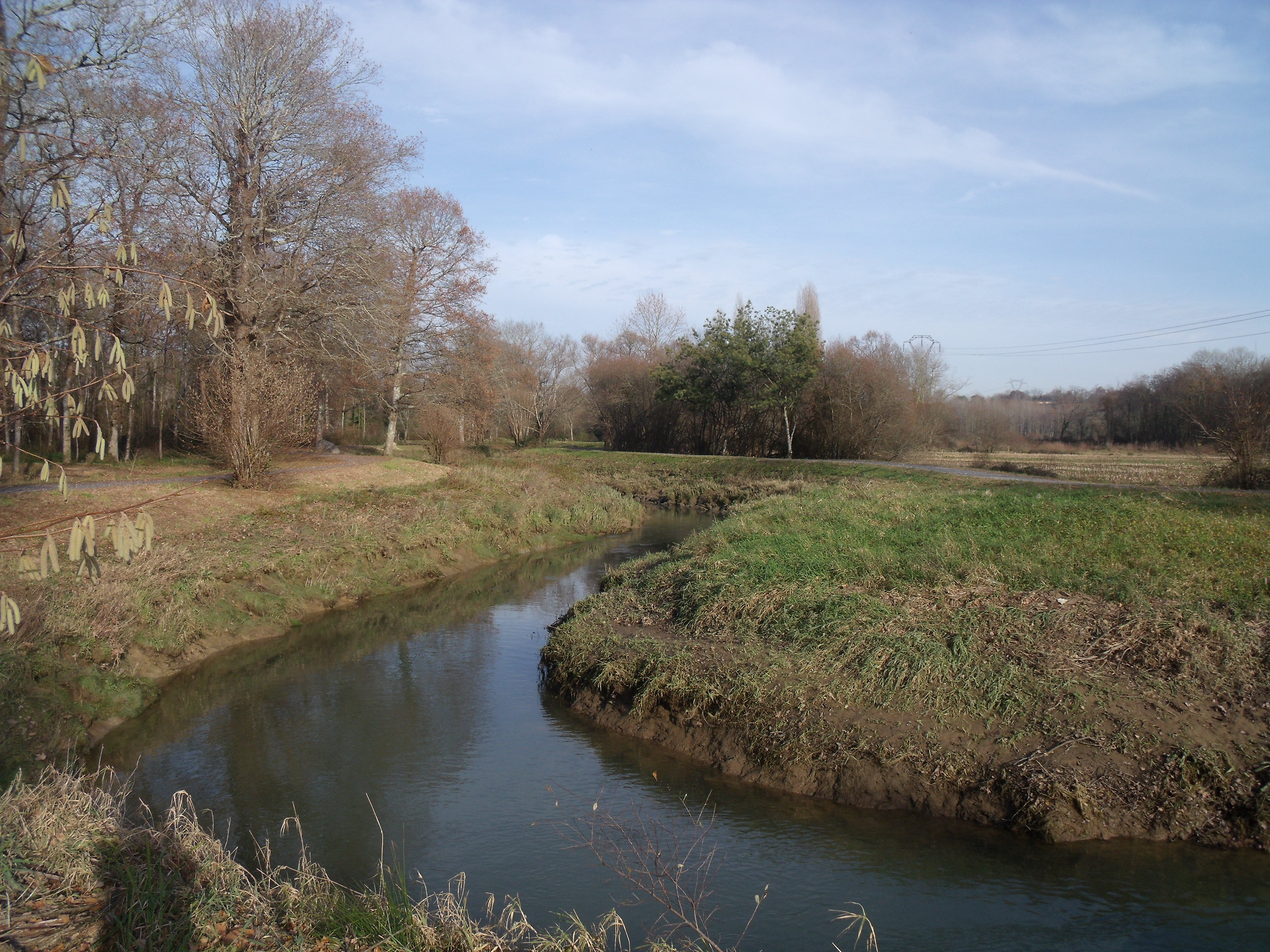
Река Арданави